# Józef Feldman (prokurator)
Józef Feldman (ur. 14 stycznia 1913 w Warszawie, zm. 16 stycznia 1972 tamże) – polski prokurator, polityk i żołnierz pochodzenia żydowskiego, pułkownik Wojska Polskiego, zastępca Naczelnego Prokuratora Wojskowego do spraw szczególnej wagi (2 listopada 1950 – 29 lipca 1955), członek PZPR.

## Życiorys
Urodził się 12 lub 14 stycznia 1913. Syn Lwa i Ity z domu Sakiel. W 1934 roku ukończył studia na Wydziale Prawa Uniwersytetu Warszawskiego. Na studiach był członkiem Związku Młodzieży Socjalistycznej „Pochodnia”.
W latach 1934–1935 praktykant-wolontariusz i aplikant w Sądzie Grodzkim w Warszawie, następnie w Sądzie Okręgowym w Warszawie (1935–1937). Aplikant adwokacki w kancelarii Józefa Blocka do września 1939 roku.
W latach 1940–1943 pracował jako ekonomista w Wołkowysku. Po agresji Niemiec na Związek Radziecki znalazł się w ZSRR. 18 grudnia 1943 roku wstąpił do 1 Korpusu Polskich Sił Zbrojnych w ZSRR. 15 stycznia 1944 roku został pisarzem w sztabie 4 pułku piechoty. Od listopada 1944 roku do marca 1945 roku był dowódcą plutonu moździerzy w 36 pułku piechoty, a następnie dowódcą baterii moździerzy w 42 pułku piechoty.
W grudniu 1945 roku został pełniącym obowiązki oficera śledczego w Wojskowej Prokuraturze Okręgowej nr VII w Lublinie. W listopadzie 1946 roku objął funkcję podprokuratora, w marcu 1947 – wiceprokuratora, a w czerwcu 1947 roku – prokuratora Wojskowej Prokuratury Rejonowej w Lublinie, gdzie pracował do listopada 1948 roku. 2 listopada 1948 roku został szefem Wydziału VI Departamentu Sprawiedliwości Ministerstwa Obrony Narodowej, a w maju 1950 roku objął funkcję kierownika pracy organizacyjnej tego departamentu. Odznaczony Srebrnym Krzyżem Zasługi (1946).
2 listopada 1950 roku został mianowany zastępcą Naczelnego Prokuratora Wojskowego. Funkcję pełnił do 29 lipca 1955 roku. W 1953 roku otrzymał awans na stopień pułkownika.
Komisja Mazura w swoim sprawozdaniu z 1957 roku obciążyła Feldmana odpowiedzialnością za wiele czynów związanych z nadużyciem władzy.
Zmarł 16 stycznia 1972. Został pochowany na Cmentarzu Wojskowym na Powązkach w Warszawie (kwatera B-6-173).